# ルーカス・マレケ
ルーカス・アルマンド・マレケ（Lucas Armando Mareque, 1983年1月12日 - ）は、アルゼンチン・モロン出身の元サッカー選手。現役時代のポジションはDF（左サイドバック）。

## 経歴
2007年にポルトガルのFCポルトに移籍し、1月26日のUDレイリア戦でデビューした。2007-08シーズンのスーペル・リーガを制した。しかしポルトでのリーグ戦出場はわずか4試合で、母国のCAインデペンディエンテにレンタル移籍した。2008年、インデペンディエンテに完全移籍した。
2016年7月9日、プリメーラB・メトロポリターナ（国内3部）のデポルティーボ・エスパニョールに加入することが発表された。

## タイトル
ポルト
- プリメイラ・リーガ : 2007–08

インデペンディエンテ
- コパ・スダメリカーナ : 2010